# Bajt Nabala
Bajt Nabala (arab. بيت نبالا) – nieistniejąca już arabska wieś, która była położona w Dystrykcie Ramli w Mandacie Palestyny. Wieś została wyludniona i zniszczona podczas I wojny izraelsko-arabskiej, po ataku Sił Obronnych Izraela w dniu 13 lipca 1948.

## Położenie
Bajt Nabala leżała na zachodnim krańcu wzgórz Samarii. Według danych z 1945 do wsi należały ziemie o powierzchni 15 051 ha. We wsi mieszkało wówczas 2310 osób.
| własność gruntów | powierzchnia gruntów (hektary) |
| ---------------- | ------------------------------ |
| Arabowie         | 14 427                         |
| Żydzi            | 0                              |
| publiczne        | 624                            |
| Razem            | 15 051                         |

| Rodzaj użytkowanych gruntów | Arabowie (hektary) | Żydzi (hektary) |
| --------------------------- | ------------------ | --------------- |
| uprawy cytrusów             | 226                | 0               |
| uprawy oliwek               | 2680               | 0               |
| uprawy nawadniane           | 1733               | 0               |
| uprawy zbóż                 | 10 199             | 0               |
| nieużytki                   | 2769               | 0               |
| zabudowane                  | 124                | 0               |

## Historia
W 1596 we wsi mieszkało 297 mieszkańców, którzy płacili podatki z upraw pszenicy, jęczmienia, oliwek, owoców i hodowli kóz.
W okresie panowania Brytyjczyków Bajt Nabala była dużą wsią. We wsi był jeden meczet. W 1921 utworzono szkołę podstawową dla chłopców, do której w 1945 uczęszczało 230 uczniów.
Podczas wojny domowej w Mandacie Palestyny arabskie milicje działające ze wsi Sary atakowały żydowskie konwoje do Jerozolimy, paraliżując komunikację w tym rejonie. W dniu 14 grudnia 1947 konwój siedmiu pojazdów usiłował tędy dojechać do odciętej żydowskiej osady Ben Szemen. W rejonie Bajt Nabala doszło do wymiany ognia z arabskimi ochotnikami. W starciu zginęło 13 Izraelczyków, a około 30 zostało rannych. Podczas operacji Danny w dniu 13 lipca 1948 wieś zajęli izraelscy żołnierze. Mieszkańcy zostali zmuszeni do opuszczenia swoich domów. Następnie wyburzono prawie wszystkie domy.

## Miejsce obecnie
Na terenach wioski Bajt Nabala utworzono w 1950 moszaw Bet Nechemja, a w 1993 miasteczko Szoham.
Palestyński historyk Walid Chalidi, tak opisał pozostałości wioski Bajt Nabala: „Na obrzeżach znajdują się pozostałości kamieniołomów i zniszczone domy. Zachowały się sekcje ścian domów. Tereny wokół są zajęte przez izraelskie osiedla”.